# Valúevka
Valúevka (en rus: Валуевка) és un poble de l'óblast de Rostov, a Rússia, que en el cens del 2010 tenia 850 habitants, pertany al districte de Remóntnoie.